# Żeliwo
Żeliwo – wysokowęglowy stop żelaza z węglem, zazwyczaj także z krzemem, manganem, fosforem, siarką i innymi składnikami. Zawiera od 2,11 do 6,67% węgla w postaci cementytu lub grafitu. Występowanie konkretnej fazy węgla zależy od szybkości chłodzenia i składu chemicznego stopu. Chłodzenie powolne sprzyja wydzielaniu się grafitu. Także i dodatki stopowe odgrywają tu pewną rolę. Według obowiązującej normy żeliwo definiuje się jako tworzywo, którego głównym składnikiem jest żelazo i w którym zawartość węgla przekracza 2% (obecność dużych zawartości składników węglikotwórczych może zmienić podaną zawartość węgla).
Krzem ma wpływ zarówno na proces modyfikowania grafitu, jak i na sam proces grafityzacji. W procesie modyfikowania dodawany najczęściej w postaci stopu, żelazokrzemu, do ciekłego żeliwa, wpływa na zarodkowanie grafitu, w wyniku czego płatki grafitu stają się drobniejsze i bardziej równomiernie rozmieszczone. Podczas procesu grafityzacji pierwiastek ten, działając podobnie jak węgiel, zwiększa skłonność do tworzenia grafitu, a nie cementytu podczas krystalizacji i przemiany eutektoidalnej. Krzem występuje w żeliwie w ilościach od 0,5 do 5%, ale najczęściej jego zawartość wynosi od 1,0 do 3,0%.
Mangan, wykazując większe powinowactwo do węgla niż żelazo, tworzy bardziej trwałe niż cementyt węgliki Mn3C lub (Fe, Mn)3C. W rezultacie mangan zapobiega grafityzacji. Dodatkowo łatwo wiąże się z siarką, usuwając jej niekorzystny wpływ w żeliwie.
Siarka jest domieszką szkodliwą. Jej obecność powoduje pogorszenie właściwości odlewniczych żeliwa przez zmniejszenie rzadkopłynności i zwiększenie skłonności do tworzenia się pęcherzy gazowych.
Fosfor stosuje się w ilości od 0,2 do 1,8%. Nie wpływa w istotny sposób na proces grafityzacji, jednak tworzy eutektykę fosforową (steadyt), która charakteryzuje się niską temperaturą topnienia (około 950 °C) i bardzo dużą twardością (około 500 HB).
Żeliwo otrzymuje się przez przetapianie surówki z dodatkami złomu stalowego lub żeliwnego w piecach zwanych żeliwiakami. Tak powstały materiał stosuje się do wykonywania odlewów. Wyroby odlewnicze po zastygnięciu, by usunąć ewentualne ostre krawędzie i pozostałości formy odlewniczej, poddaje się szlifowaniu. Odlew poddaje się także procesowi sezonowania, którego celem jest zmniejszenie wewnętrznych naprężeń, które mogą doprowadzić do odkształceń lub uszkodzeń wyrobu.

Wykres równowagi stabilnego układu żelazo-węgiel i metastabilnego żelazo-cementyt

Żeliwo dzieli się na następujące kategorie:
- żeliwo szare:
  - szare zwykłe (zawiera grafit płatkowy różnej wielkości)
  - żeliwo sferoidalne – zawiera grafit sferoidalny
  - żeliwo modyfikowane – zawiera drobny grafit płatkowy
  - żeliwo wermikularne
  - żeliwo ciągliwe – zawiera grafit postrzępiony (grafit kłaczkowy)
- żeliwo białe
- żeliwo połowiczne
- żeliwo stopowe – zawiera dodatki stopowe, takie jak krzem, nikiel, chrom, molibden, aluminium i inne.

Przykłady zastosowania żeliwa:
- przemysł motoryzacyjny, np. obudowy skrzyni biegów, kadłuby silników, głowice.
- piece żeliwne, kaloryfery
- inżynieria sanitarna (włazy kanałowe, rury, wpusty uliczne)
- wyposażenie kuchenne (m.in. patelnie, garnki lub brytfanny).